# Big Lake (Missouri)
Big Lake és una població dels Estats Units a l'estat de Missouri. Segons el cens del 2000 tenia 127 habitants.

## Demografia
Segons el cens del 2000, Big Lake tenia 127 habitants, 60 habitatges, i 37 famílies. La densitat de població era de 29 habitants per km².
Dels 60 habitatges en un 10% hi vivien nens de menys de 18 anys, en un 56,7% hi vivien parelles casades, en un 5% dones solteres, i en un 36,7% no eren unitats familiars. En el 33,3% dels habitatges hi vivien persones soles el 13,3% de les quals corresponia a persones de 65 anys o més que vivien soles. El nombre mitjà de persones vivint en cada habitatge era de 2,12 i el nombre mitjà de persones que vivien en cada família era de 2,45.
Per edats la població es repartia de la següent manera: un 18,9% tenia menys de 18 anys, un 3,9% entre 18 i 24, un 15% entre 25 i 44, un 39,4% de 45 a 60 i un 22,8% 65 anys o més.
L'edat mediana era de 53 anys. Per cada 100 dones de 18 o més anys hi havia 102 homes.
La renda mediana per habitatge era de 29.583 $ i la renda mediana per família de 40.417 $. Els homes tenien una renda mediana de 31.806 $ mentre que les dones 21.250 $. La renda per capita de la població era de 27.243 $. Entorn del 4,7% de les famílies i el 5,9% de la població estaven per davall del llindar de pobresa.

## Poblacions més properes
El següent diagrama mostra les poblacions més properes.